# Шаталін Григорій Іванович
Григорій Іванович Шаталін (21 жовтня 1911, село Летяжівка Балашовського повіту Саратовської губернії, тепер Аркадацького району Саратовської області, Російська Федерація — 27 лютого 1983, місто Москва, тепер Російська Федерація) — радянський державний діяч, 1-й секретар Сахалінського обкому ВКП(б), голова Кіровського промислового облвиконкому. Депутат Верховної ради РРФСР 3-го і 5—6-го скликань.

## Життєпис
Народився в бідній селянській родині.
У вересні 1929 — серпні 1930 року — учень слюсаря, в серпні 1930 — серпні 1931 року — інструктор Рутченківського гірничопромислового училища на Донбасі. У 1930 році вступив до комсомолу.
У серпні 1931 — травні 1932 року — слухач курсів інструкторів виробничого навчання Донецького інституту підвищення кваліфікації інженерно-технічних працівників.
У травні 1932 — лютому 1934 року — завідувач навчально-планового бюро, заступник завідувача навчально-виробничої частини, завідувач майстерень Рутченківського гірничопромислового училища Донецької області.
Член ВКП(б) з червня 1932 року.
У 1933 році закінчив робітничий факультет в селищі Рутченково, здобув спеціальність гірничого електромеханіка.
У лютому 1934 — липні 1935 року — директор, завідувач навчально-виробничої частини шахти № 2-7 «Лідіївка» гірничопромислового  училища тресту «Сталіновугілля» Донецької області.
У липні 1935 — травні 1938 року — інструктор відділу кадрів, старший методист, заступник начальника відділу кадрів тресту «Сталіновугілля» Донецької області.
У 1936 році закінчив три курси Донецького гірничого інституту в місті Сталіно.
У травні — грудні 1938 року — 1-й секретар Амвросіївського районного комітету КП(б) України Сталінської області.
У 1938—1939 роках — слухач Вищої школи партійних організаторів при ЦК ВКП(б).
9 лютого 1939 — 21 червня 1940 року — 1-й секретар Сахалінського обласного комітету ВКП(б).
У червні 1940 — 1941 року — 1-й заступник завідувача відділу кадрів Хабаровського крайового комітету ВКП(б).
У 1941—1943 роках — секретар Хабаровського крайового комітету ВКП(б) з паливно-енергетичної промисловості.
У вересні 1944 — грудні 1947 року — 1-й секретар Комсомольського-на-Амурі міського комітету ВКП(б) Хабаровського краю.
У грудні 1947 — 1949 року — 3-й секретар Хабаровського крайового комітету ВКП(б).
У 1949 — вересні 1952 року — 2-й секретар Хабаровського крайового комітету ВКП(б).
У вересні 1952 — липні 1955 року — слухач Вищої партійної школи при ЦК КПРС.
У вересні 1955 — січні 1963 року — 2-й секретар Кіровського обласного комітету КПРС.
У грудні 1962 — грудні 1964 року — голова виконавчого комітету Кіровської промислової обласної ради депутатів трудящих.
У грудні 1964 — лютому 1966 року — заступник голови виконавчого комітету Кіровської обласної ради депутатів трудящих.
У лютому 1966 — вересні 1975 року — начальник Управління у справах риболовецьких колгоспів Міністерства рибного господарства Російської РФСР. У вересні 1975 — квітні 1976 року — член колегії Міністерства рибного господарства РРФСР.
З квітня 1976 року — персональний пенсіонер союзного значення в Москві.

## Нагороди і відзнаки
- орден Вітчизняної війни І ст.
- орден Трудового Червоного Прапора
- орден Червоної Зірки
- орден «Знак Пошани»
- медалі